# Radiometria
La radiometria és la ciència que s'ocupa de l'estudi de la mesura de la radiació electromagnètica, el seu camp abasta totes les longituds d'ona de l'espectre electromagnètic (freqüències entre 3×1011 i 3×10¹⁶ Hz o longituds d'ona d'entre 0,01 i 1000 micròmetres), al contrari que la fotometria que només s'ocupa de la part visible de l'espectre, la que pot percebre l'ull humà.
La radiometria és important en astronomia, especialment a la radioastronomia i en geofísica. La mesura quantitativa de la intensitat de la radiació es fa per mitjà de diferents tipus de detectors que converteixen part de la radiació en calor o en un senyal elèctric, com termoparells o fotodíodes.
| Magnitud física       | Símbol  | Unitat del SI                                                                                 | Abreviat                     | Notes |
| --------------------- | ------- | --------------------------------------------------------------------------------------------- | ---------------------------- | --- |
| Energia radiant       | Q       | joule                                                                                         | J                            | energia |
| Flux radiant          | Φ       | watt                                                                                          | W                            | Energia radiada per unitat de temps. Potència.                                                                                |
| Intensitat radiant    | I       | watt per estereoradiant                                                                       | W·sr−1                       | Potència per unitat d'angle sòlid                                                                                             |
| Radiància             | L       | watt per estereoradiant per metre quadrat                                                     | W·sr−1·m−2                   | Potència. Flux radiant emès per unitat de superfície i per angle sòlid                                                        |
| Irradiància           | E       | watt per metre quadrat                                                                        | W·m−2                        | Potència incident per unitat de superfície                                                                                    |
| Exitància radiant     | M       | watt per metre quadrat                                                                        | W·m−2                        | Potència emesa per unitat de superfície de la font radiant                                                                    |
| Radiància espectral   | Lλ o Lν | watt per estereoradiant per metre cúbic o watt per estereoradiant per metre quadrat per hertz | W·sr−1·m−3 o W·sr−1·m−2·Hz−1 | Intensitat d'energia radiada per unitat de superfície, longitud d'ona i angle sòlid. Habitualment mesurada en W·sr−1·m−2·nm−1 |
| Irradiància espectral | Eλ o Eν | watt per metre cúbic o watt per metre quadrat per hertz                                       | W·m−3 o W·m−2·Hz−1           | Habitualment mesurada en W·m−2·nm−1                                                                                           |